# Acanthopsoides molobrion
Acanthopsoides molobrion är en fiskart som beskrevs av Siebert, 1991. Acanthopsoides molobrion ingår i släktet Acanthopsoides och familjen nissögefiskar. Inga underarter finns listade i Catalogue of Life.